# Wölfelin
Wölfelin, actif de 1215 à 1237, est un schultheiss de Haguenau au service de l’empereur Frédéric II, pour lequel il a également rempli le rôle de procurateur en Alsace et dans le Brisgau. Bien que de larges pans de sa vie demeurent obscurs, il joue un rôle central dans la consolidation du pouvoir des Hohenstaufen dans l’ouest de la Souabe dans la première moitié du XIIIe siècle.

## Biographie
Ni la date de naissance de Wölfelin ni ses origines ne sont connus. Le fait qu’il n’a pas de patronyme, ne porte aucun titre, aucun ascendant identifiable et ne dispose pas de son propre sceau laisse à penser qu’il est d’origine modeste et non issu de la noblesse. Néanmoins, l’un de ses fils, Friedrich de Haguenau, qui est entre autres prévôt de Surbourg et du Grand chapitre de Strasbourg, est plusieurs fois décrit comme parent (avunculus) de l’évêque Henri de Stahleck.
Wölfelin apparaît dans les sources en 1215, alors qu’il est déjà schultheiss de Haguenau. Bien que n’utilisant pas le titre de procurateur (fonction ancêtre du Landvogt), il en rempli les fonctions pour Frédéric II. Il met en œuvre la politique de renforcement du pouvoir impérial des Hohenstaufen de manière particulièrement zélée en Alsace et en Brisgau. Celle-ci passe notamment par la construction de nombreux châteaux, au besoin sur les terres des autres, et en l’appui des communautés importantes pour les élever au statut de villes en les dotant d’enceintes, en faisant de fait des contre-pouvoirs au seigneurs locaux. Il créé ainsi les villes de Neuenburg am Rhein, Ortenau, Sélestat, Kaysersberg et Colmar et fonde les châteaux du Schlossberg, de Landeshaoite, un château non identifié vers Andlau, et Kronenburg.
Wölfelin n’est plus mentionné après 1237 et semble avoir perdu son poste de procurateur dès juin 1236. Sa politique agressive lui ayant attiré une forte inimité des clercs, notamment de l’évêque de Strasbourg, principal lésé, il est probable qu’il ait été une victime collatérale de l’accord entre Frédéric II et celui-ci en mars 1236.
Les chroniqueurs religieux, hostiles à Wölfelin, ont construit une légende noire autour de sa personne. L’annaliste de Marbach le décrit ainsi comme un tyran qui s’enrichit aux dépens des habitants de la région et que, suite aux plaintes de ceux-ci, il est emprisonné avec ses fils ; libéré contre 16 000 marcs d’argent, il est étouffé dans son sommeil par sa femme afin de l’empêcher de donner plus d’argent à l’empereur. Cette histoire est exagérée, le revenu total de l’Alsace n’excédant pas 1 250 marcs par an, mais il reste possible que Wölfelin ait bénéficié financièrement de ses fonctions, surtout s’il était d’extraction modeste. De fait sa richesse exacte est difficile à déterminer : il ne semble pas posséder beaucoup de terres pour quelqu’un de cette importance, seules quelques petites propriétés à Traenheim et Schwindratzheim étant connues.

## Famille
De la famille de Wölfelin ne sont connus que deux fils. Friedrich de Haguenau est chanoine du Grand chapitre de Strasbourg entre 1220 et 1230, cellérier de 1231 à 1250, chantre de 1240 à 1248, prévôt de Surbourg à partir d’au moins 1231 et prévôt du Grand chapitre à partir de 1250 à sa mort en mars 1251. L’autre fils, Jacob, est cité comme curé de l’église Saint-Georges de Haguenau en 1268 et 1287. Tout les deux étant religieux, ni l’un ni l’autre n’a eu d’enfant et ont ne connaît pas d’autre descendance à Wölfelin.